# Сергия Павла
Вижте пояснителната страница за други личности с името Сергия.
Сергия Павла (на латински: Sergia) е римлянка от 2/3 век от фамилията Сергии.
Дъщеря е на сенатора Луций Сергий Павел, който е 151 г. суфектконсул и редовен консул 168 г.
Омъжва се за Квинт Аниций Фауст Павлин. Фауст е легат на Нумидия и суфектконсул през 198 г., през 205 г. управител на провинция Горна Мизия. През 180 г. тя ражда син Квинт Аниций Фауст, който става легат (управител) на провинция Долна Мизия (229/230 или 230 – 232 г.).